# Giulio Farina
Giulio Farina (Frascati, 31 maggio 1889 – Trofarello, 23 dicembre 1947) è stato un egittologo, archeologo e sociologo italiano.
È ritenuto uno degli studiosi di spicco dell'egittologia italiana del primo Novecento per rigore metodico, precisione nelle ricerche e ampiezza di conoscenze, che gli valsero la direzione e la Soprintendenza del Museo Egizio di Torino.

## Biografia
Giulio Farina si avvicinò agli studi di egittologia come allievo di Orazio Marucchi, che faceva parte della missione archeologica italiana di Ernesto Schiaparelli. Farina accompagnò quest'ultimo in due missioni archeologiche: a Tebe (1909) e Ossirinco (1910), salvo poi polemizzare sui suoi metodi di lavoro in un articolo che ebbe un vasto seguito.
Conseguito il dottorato nel 1914, fu assunto alla sezione egizia del Museo archeologico di Firenze, dove rimase in carica fino al 1928; grazie al materiale in esso contenuto iniziò la sua carriera di ricercatore. Nel 1910 pubblicò una Grammatica della lingua egiziana antica in caratteri geroglifici che, ripubblicata nel 1926 con una dedica ad Adolf Erman e tradotta in francese nel 1927, rimase per un quarantennio l'unico manuale di riferimento per studiosi e studenti italiani. Ma l'opera che lo rese famoso a livello internazionale fu la monografia Le funzioni del visir faraonico sotto la XVIII dinastia secondo l'iscrizione della tomba di Rechmirîe a Tebe, pubblicata nel 1917, in cui per la prima volta venivano pubblicati, tradotti e commentati criticamente il testo della tomba di Rekhmira e i paralleli delle tombe di User e di Amenemopet, e che costituì un'indagine fondamentale sulle attribuzioni della carica del visir nell'amministrazione civile egizia.

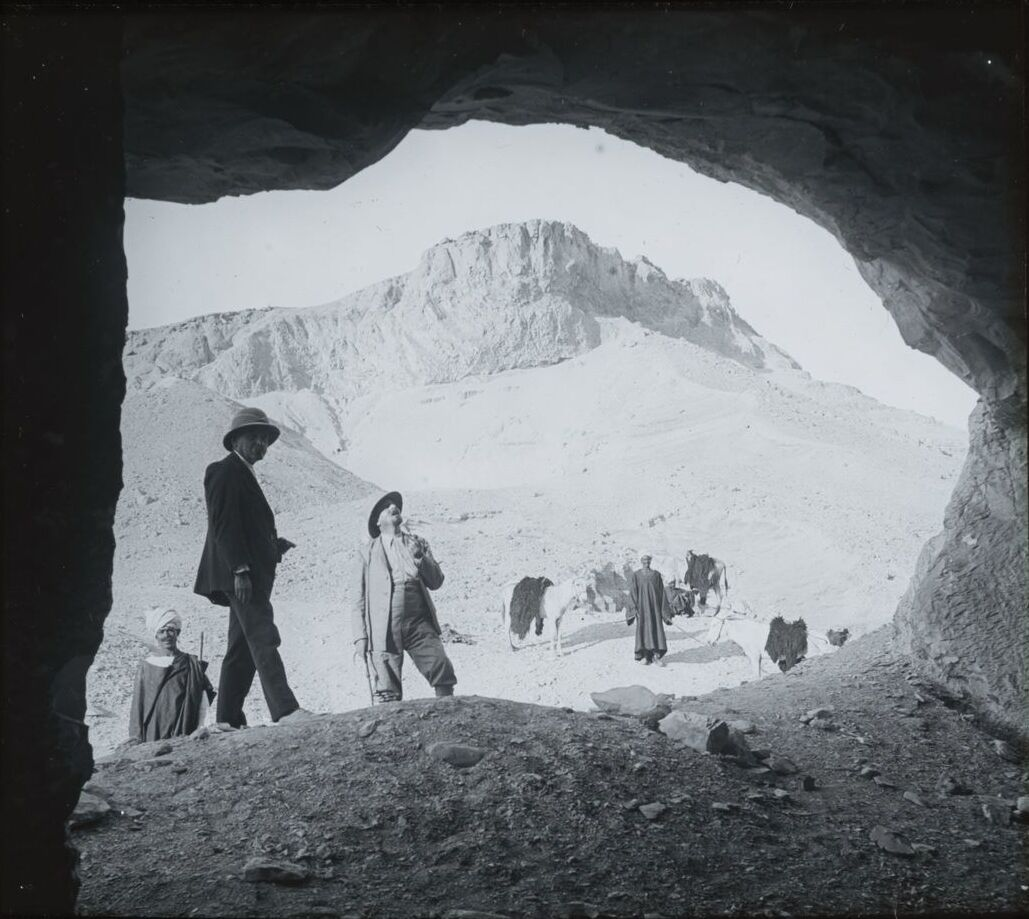
Giulio Farina (al centro) con Giovanni Marro (a sinistra) e alcuni egiziani durante una perlustrazione all'ingresso di una grotta vicino Gebelein, durante gli Scavi Farina (1930-1935).

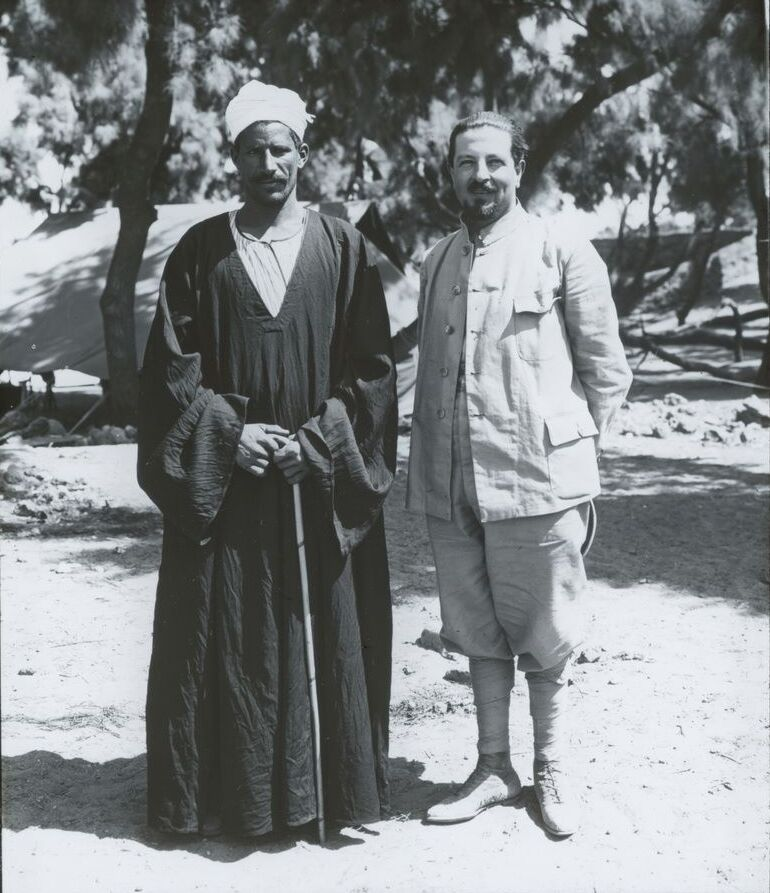
Giulio Farina e il capovillaggio nell'accampamento della Missione Archeologica Italiana a Gebelein, durante gli Scavi Farina (1930-1935).

In seguito alla scoperta della tomba di Tutankhamon (1922) e alla fama derivante dalle sue pubblicazioni, fu incaricato dell'insegnamento dell'egittologia nell'Università di Roma La Sapienza e nel 1929 iniziò a collaborare con l'Enciclopedia Italiana, per la quale redasse tutte le voci inerenti all'egittologia. 
Alla morte dello Schiaparelli (1928) gli fu affidata la direzione del Museo Egizio di Torino e in breve tempo, con una campagna mediatica condotta anche dalle colonne de La Stampa, riuscì a convincere il Governo Mussolini a trasferire la sede del museo nelle più prestigiose sale della pinacoteca della Accademia delle Scienze. In quella veste condusse anche nel 1930 una spedizione archeologica a Gebelein, nella quale scoprì un famoso tessuto conservato ora nel museo subalpino. Tornò in Egitto ancora nel 1935 e nel 1937, scoprendo i più antichi papiri finora conosciuti; ad uno di essi dedicò uno dei suoi scritti più famosi, Il Papiro dei re restaurato, in cui propose una nuova collocazione di alcuni frammenti, diede la trascrizione in geroglifico del testo ieratico, la traduzione e un ampio commento storico-cronologico.  
Nel 1939 fu nominato soprintendente al Museo Egizio, e dopo il primo bombardamento alleato su Torino, il 2 dicembre 1942, scrisse un telegramma al ministro della Pubblica istruzione, Giuseppe Bottai, per pregarlo di venire a vedere la situazione del museo. L’8 dicembre 1942 il museo venne colpito, con numerosi danni i reperti, e grazie a lui fu possibile l'evacuazione delle collezioni al castello di Agliè, con i mezzi della Wehrmacht. Tutti i reperti furono poi riportati alla fine della guerra con i mezzi alleati: il museo Egizio fu uno dei primi a riaprire nel 1946 .
Afflitto dalla perdita della moglie, la scrittrice Marianna Cavalieri, contrasse una grave infermità che dopo il 1942 lo ostacolò sempre più nel lavoro, portandolo alla morte alla fine del 1947.

## Opere
- Farina G., Grammatica della lingua egiziana antica in caratteri geroglifici, Hopeli, Milano 1910
- Farina G., Grammatica araba per la lingua letteraria, Messaggerie Italiane, Bologna 1912
- Farina G., Le funzioni del visir faraonico sotto la XVIII dinastia secondo l'iscrizione della tomba di Rechmirîe a Tebe, Atti dell'Accademia nazionale dei Lincei, s. 5, XXV 1916-17
- Pareto V., Farina G. (a cura di), Compendio di sociologia generale, Barbera Editore, Siena 1920
- Cavalieri M., Sotto le ali d'oro (in Egitto 4000 anni fa), prefazione di Giulio Farina, Bemporad & F. Editori, Firenze 1926
- Farina G., La pittura egiziana, Treves Editore, Milano 1929
- Farina G., Il Papiro dei re restaurato, Pubblicazioni Egittologiche del Reale Museo di Torino n. 1, Roma 1938